# 河野邦雄
河野 邦雄（こうの くにお、1934年 - 2017年） は、日本の解剖学者、医師。筑波大学名誉教授。元日本解剖学会理事長。

## 人物・経歴
1960年東京医科歯科大学医学部医学科卒業。1965年東京医科歯科大学大学院修了、医学博士。三木成夫に師事。1971年東京医科歯科大学医学部解剖学第一講座助教授。1974年ハーバード大学留学から帰国し、初代筑波大学基礎医学系解剖学第一研究部門教授着任。1990年日本解剖学会理事長。1998年筑波大学名誉教授。